# Volksmarine

Vlag van de Volksmarine

De Volksmarine was de marine van de DDR. De Volksmarine werd op 1 maart 1956 opgericht als voortzetting van de Volkspolizei-See. Tot oktober 1960 stond de Oost-Duitse marine bekend onder de naam Seestreitkräfte der NVA en had in die tijd al 10.000 manschappen. De latere sterkte van de Volksmarine bedroeg circa 16.000 man.
De Volksmarine fungeerde als onderdeel van de Oostzeevloot van het Warschaupact. Het operatiegebied werd gevormd door de Oostzee en de verbindingen tussen de Oostzee en het Skagerrak. Voor deze operaties beschikte de Volksmarine over onderzeeboten, schnellboote, mijnenvegers en landingsvaartuigen.
Vanaf 1961 viel ook de Grenzbrigade Küste (GBK) onder de Volksmarine. Deze eenheid had als bijzondere taak om Republikflucht over zee te verhinderen.
De Volksmarine bestond uit de volgende flottieljes:
- Eerste flottielje in Peenemünde
- Vierde flottielje in Rostock-Warnemünde
- Zesde flottielje Bug (Rügen)
- Zesde Grenzbrigade Küste in Rostock

Bij de Duitse eenwording kwam de GBK onder de Bundesgrenzschutz te vallen. De Volksmarine werd samengevoegd met de West-Duitse Bundesmarine. Het grootste deel van de schepen van de Volksmarine werd verkocht of buiten gebruik gesteld.

## Geschiedenis
Na het einde van de Tweede Wereldoorlog begon de Sovjet-Unie al snel met bewapeningsprogramma's in haar satellietstaten. Met steun van de Sovjet-Unie ontstond er in 1950 de Hauptverwaltung Seepolizei, deze werd in juli 1952 omgedoopt tot Volkspolizei See.
Met de oprichting van de NVA (Nationale Volksarmee) op 1 maart 1956 werd de Volkspolizei See ondergebracht in de NVA. Op dat moment telde de Volkspolizei See 10.000 man. Op 19 oktober 1960 nam de Nationale Verteidigungsrats der DDR, in het kader van een brede reorganisatie van de vloot, het besluit de Volkspolizei See om te dopen tot Volksmarine. 
In de daaropvolgende jaren groeide de Volksmarine uit tot een volwaardige marinevloot. De Volksmarine kreeg veel nieuwe schepen, die voornamelijk in de DDR geproduceerd werden. Slechts enkele gevechtseenheden, zoals de kustbescherming, die gebruik maakten van snelle boten (Schnellboote) kwamen uit de Sovjet-Unie. Daarnaast werden er ondersteunings- en bevoorradingsschepen uit Polen aangekocht. De bewapening van de schepen daarentegen was voornamelijk afkomstig uit de Sovjet-Unie. 
Na de bouw van de Berlijnse Muur op 13 augustus 1961 werd de Grenzbrigade Küste (GBK), die tot dan viel onder de Grenzbrigaden der Deutschen Grenzpolizei, op 15 september 1961 ondergebracht in het Kommando Grenze der Nationalen Volksarmee, dat geleid werd door het ministerie van defensie. De feitelijke bevelsoverdracht vond plaats op 1 november 1961. 
In de jaren 70 was de Volksmarine uitgegroeid naar 18.000 soldaten. In de jaren 80 werd er veel materieel vernieuwd en kreeg de Volksmarine een eigen luchtmachtdivisie (Marinefliegergeschwader / MFG-28). Formeel viel dit onderdeel onder de Luchtmacht. In 1986 werd de divisie echter onderdeel van de Volksmarine en werd het personeel ook uitgerust met marine-uniformen. Zij bleven echter duidelijk herkenbaar door hun lichtblauwe epauletten en propeller-insignes op de mouwen van hun uniformen. 
Van 1986 tot 1988 was na een confrontatie van eenheden van de Volksmarine en hun Poolse equivalent, discussie over bevoegdheden in een baai tussen de Poolse en Oost-Duitse grens. Deze discussie leidde er uiteindelijk toe dat er op 22 mei 1989 een verdrag opgesteld werd tussen beide landen. Dit verdrag had tot gevolg dat de Volksmarine twee derde van de nationale wateren in de baai, als gevolg van een grenscorrectie, onder haar beheer kreeg. 
Op 2 oktober 1990 werd de Volksmarine evenals alle andere onderdelen van de Nationale Volksarmee deels opgenomen in de Bundesmarine. De marinebasis in Rostock bleef in afgeslankte vorm in gebruik en de 6e Grenzbrigade Küste werd opgenomen in de Bundesgrenzschutz. Het merendeel van het materieel van de Volksmarine werd gesloopt of verkocht, slechts een handjevol schepen is nu nog operationeel.